# Деннис, Юджин
Юджин Деннис (англ. Eugene Dennis; настоящее имя Фрэнсис Ксавье Уолдрон, англ. Francis Xavier Waldron; 10 августа 1905, Сиэтл — 31 января 1961, Нью-Йорк) — деятель американского и международного рабочего движения, Генеральный секретарь, затем — Председатель Коммунистической партии США.

## Биография
Фрэнсис Ксавье Уолдрон родился в рабочей семье, с 13 лет начал трудовую деятельность. Работал электриком, плотником, портовым грузчиком, участвовал в забастовочном движении. Был членом профсоюзной организации Индустриальные рабочие мира.
В 1926 вступил в Коммунистическую партию США. В 1929 выехал в СССР, скрываясь от преследований. В 1935 вернулся в США, где жил и работал под партийным псевдонимом «Юджин Деннис». С 1938 — член Национального комитета КП США. В 1944—1945 вместе с Уильямом Фостером вёл борьбу в руководстве партии с Эрлом Браудером и его сторонниками, придерживаясь промосковской линии.
Неоднократно подвергался преследованиям американских властей. 20 июля 1948 был арестован вместе с 11 другими руководителями КП США на основании Акта Смита. В 1951 приговорен к 5 годам заключения. Обжаловал судебное решение в Верховном суде, но тот оставил приговор в силе шестью голосами против двух.
В 1957—1959 — секретарь Национального комитета КП США, с декабря 1959 до своей кончины — Председатель Национального комитета КП США.
Умер от рака в госпитале в Нью-Йорке, похоронен на кладбище Валдхейм, штат Иллинойс.